# 尼克松 (內華達州)
尼克松（英語：Nixon）是位於美國內華達州瓦肖縣的普查規定居民點。

## 歷史
尼克松的郵局自1912年營運至今。

## 人口
根據2020年美國人口普查的數據，尼克松的面積為16.39平方千米，皆為陸地。當地共有人口464人，而人口密度為每平方千米28.31人。